# 吴世康
吴世康（1930年—），男，浙江杭州人，中国光化学及高分子化学家，曾任中国科学院感光化学研究所研究员，中国化学会理事。